# آن من لافين
آن دو لا فين ، ولدت في فيرنون عام 1634 وتوفيت في باريس عام 1684 ، وهي شاعرة فرنسية .
ابنة الطبيب ميشيل دي لا فين  ، قامت آن دي لا فين، من خلال التواصل مع مجتمع مختار، بتنمية الفنون وخاصة الفلسفة والشعر. أظهرت موهبة شعرية مبهرة في سن مبكرة للغاية، لدرجة أن بيليسون ، هو الذي كان قريبًا منها، كان يكرر في عديد من الأحيان أنها تبدو وكأنها قد تم إرضاعها من قبل آلهة الموسيقى الحريفةكانت ذكية وجميلة،و بارعة وسرعان ما شكلت دائرة من المعجبين،بها وفازت بتعاطف كل من اكتشفها وعرفت من خلال لباقتها وتواضعها كيفية حماية نفسها من المنافسات التافهة. لقد اعترفت له مادلين دي سكوديري بحميمتها و صفاء روحها ، وكانت لديها في كثير من الأحيان الفرصة لتقدير كل ما كان شعريًا وراقيًا بهذه الروح اللطيفة والعميقة وقبل كل شيء المبكرة. بفضل موهبتها الفاتنة ، وعقلها السليم المتواضع ، وحساسيتها الرائعة، سرعان ما اعتبرت آن دي لا فين الشعر سبب نجاحها في حياتها

## أعمال
- قصيدة عن فتوحات الملك ، باريس، س. مابري-كرامويزي، 1673
- السيدات إلى M دي سكوديري، قصيدة ، باريس، 1672
- بعض القصائد في روائع الشعر للسيدات الفرنسيات.